# Karolis Zlatkauskas
Karolis Zlatkauskas (ur. 19 lutego 1985 r. w Wilnie) – litewski biathlonista, reprezentant kraju i olimpijczyk.